# Vasilij Sjeremetev

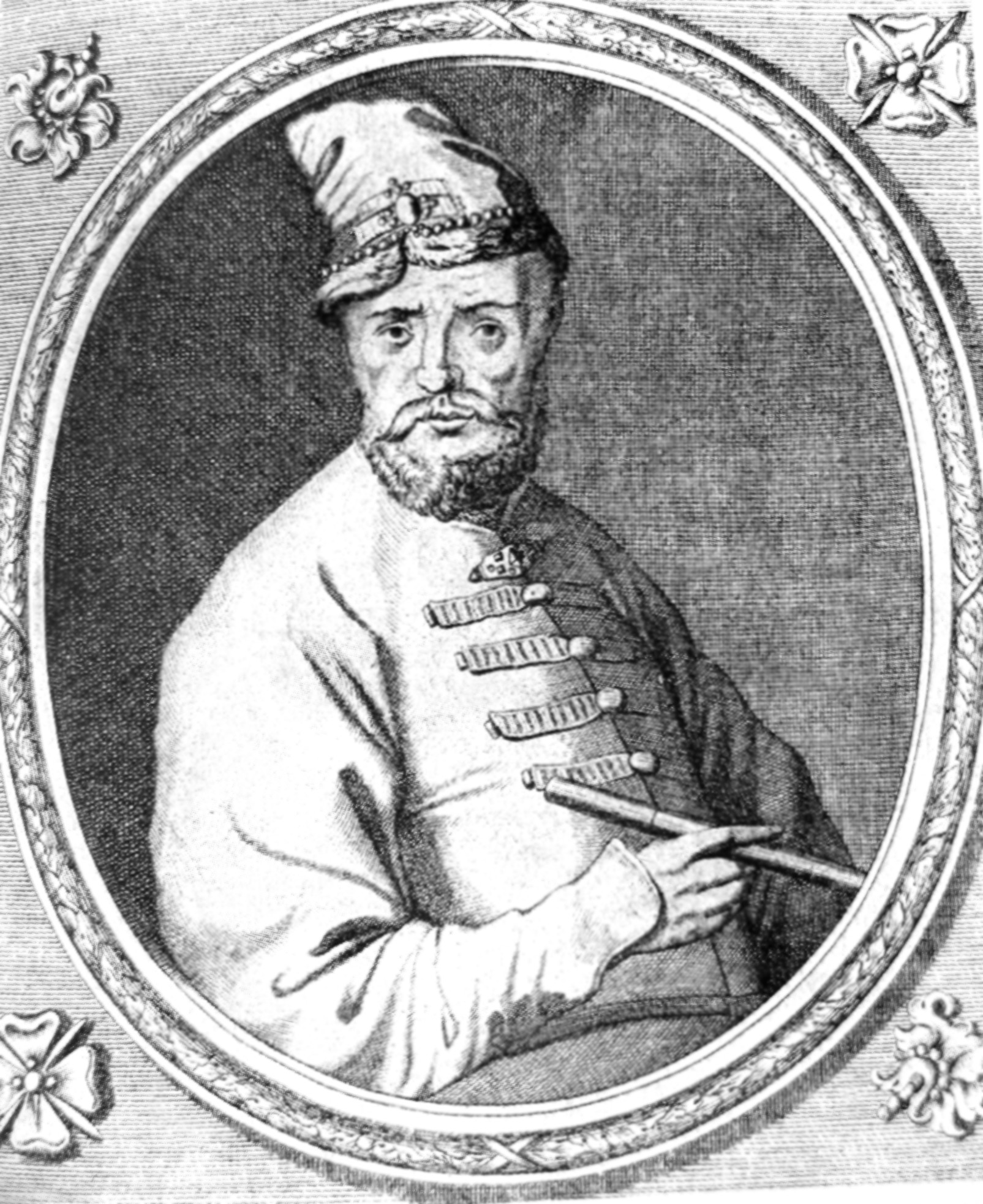
Vasilij Sheremetev

Vasilij Borisovitj Sjeremetev (ryska Василий Борисович Шереметев), var son till Boris Petrovitj Sjeremetev och dennes första hustru. Han föddes omkring 1622. 1646 skickades han iväg med ett vaktregemente till Jablonovo och sedan till Jelets. 1648 utnämndes han till högste domare i Vladimir-distriktet. 1649 skickades han som högste vojevod till Tobolsk, där han var utmärkte sig under sin tjänstgöring fram till 1652. 1653 upphöjdes han till bojar.
Under det polsk-ryska kriget 1654-1667 kommenderade han den södra ryska armén i Lillryssland. Efter en förening med Bohdan Chmelnytskyj gick han mot Ochmatov med en armé på 25 000 man, där den blev omringad vid Drozji Pole av polska och tatariska styrkor under Mikolaj Potocki ledning. Efter 3 dagar långa och hårda försvarsstrider lyckades han och Chmelnytskyj att med Ivan Boguns hjälp föra ut den ryska armén ur inringningen och föra den till Bila Tserkva. Därefter hamnade han i onåd och tillbringade år 1655 overksam. 1656 utnämndes Sjeremetev till vojevod i Smolensk och ansvarade för proviantförsörjningen av arméns främre enheter samt tog hand om sårade. Snart blev han skickad till Wilno till den polska sejmen för att arbeta för valet av tsar Aleksej Michajlovitj på den polska tronen, men p.g.a. en smittoepidemi stannade han i gränsstaden Borisov, där han fick sköta de litauiska affärerna.
1658 utnämndes han till vojevod i Kiev, dit han, enligt Potocki, inte ville åka. Här förde Sjeremetev en hård kamp med den zaporizjakosackiska överlöparen Ivan Vygovskij, som slutade med att den sistnämnde led ett nederlag och att Jurij Chmelnytskyj blev vald till zaporizjakosackernas hetman.
1660 utkämpade Sjeremetevs armé (15 000 soldater) och 20 000 zaporizjakosacker (under ledning av Tsetsura) två månader långa strider med en polsk-krimtatarisk armé på 70 000 man. T.o.m. fiendesidan förundrades över Sjeremetevs mod. I närheten av Ljubara led den ryska armén ett svårt nederlag, men Sjeremetev lyckades retirera i god ordning mot Tjudnov, för vilket han hyllades i både polska och franska annaler. Under denna tid inkom beskedet om Chmelnytskyjs förräderi, och snart gjorde Tsetsura detsamma. Sjeremetev inledde förhandlingar med polackerna och skrev under ett avtal, enligt vilket ryssarna fick fri lejd. Polackerna bröt avtalet och lät tatarerna att döda en stor del av ryssarna. Sjeremetev överlämnades till krimtatarerna och fördes bort till fångenskap som varade i 20 år och under vilket han led många olika kval. Sjeremetev dog 1682.